# Tyrševa ulica

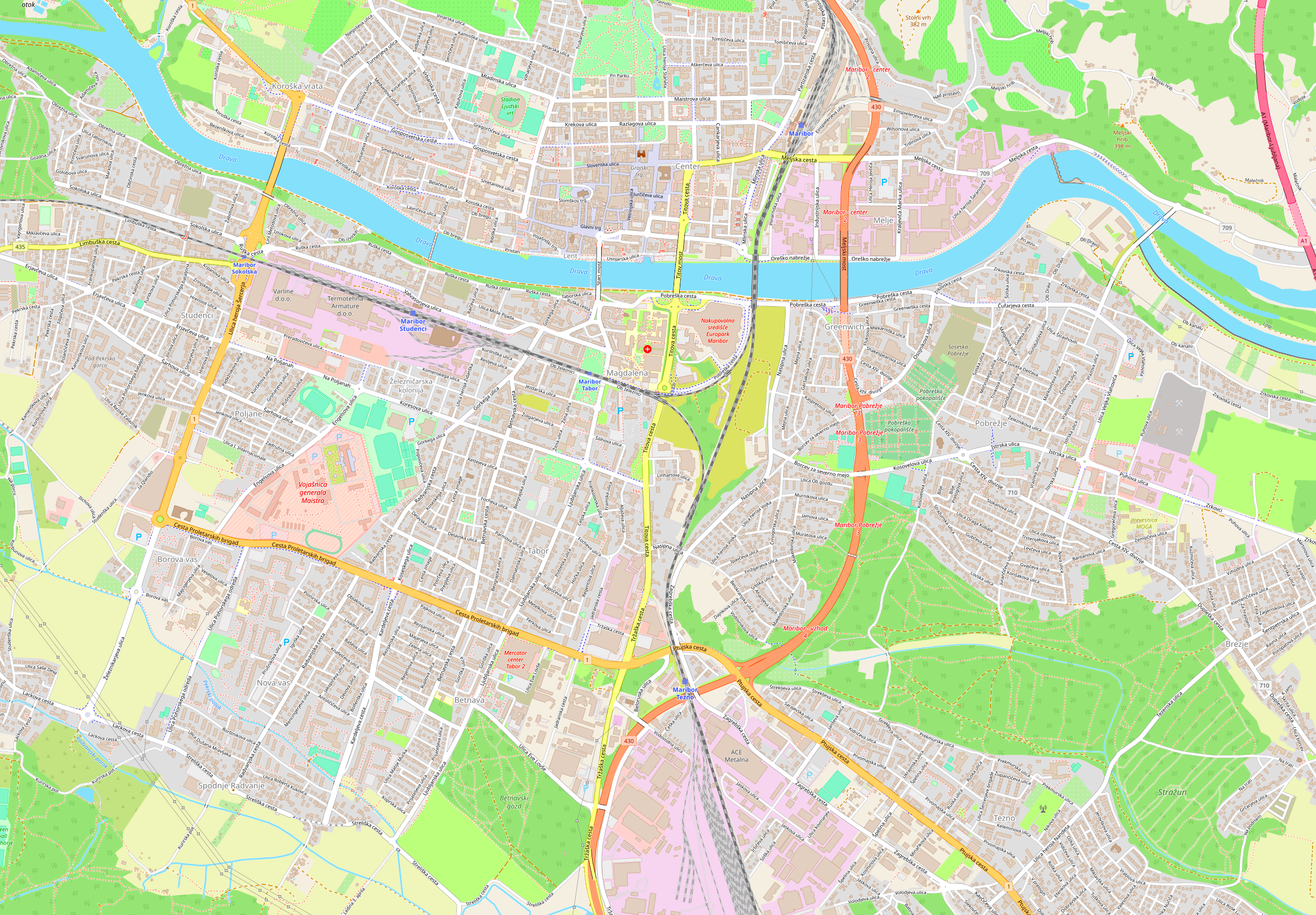

Miroslav Tyrš

Tyrševa ulica (Tyrš-Gasse) ist der Name einer Straße im Stadtbezirk Center von Maribor, Slowenien. Sie ist benannt nach dem böhmischen Kunstkritiker, Kunsthistoriker und Mitbegründer der tschechischen Turnerbewegung Sokol Miroslav Tyrš (1832 bis 1884).

## Geschichte
Im Jahr 1760 wurde der Teil der heutigen Tyrševa ulica, der innerhalb der Stadtmauern lag, Obere Herrengasse genannt. Es handelte sich um eine schmale, steile Gasse, die zur Stadtmauer führte und am Baumtor („Allee-Türl“) endete. Als 1822 die Stadtmauer und die Stadttore abgerissen wurden, erhielt sie den Namen Allee-Gasse. In der zweiten Hälfte des 19. Jahrhunderts wurde die Straße nach Norden bis zum heutigen Stadtpark verlängert. Die gesamte Straße erhielt 1876 den Namen Herrengasse, ebenso zwischen 1941 und 1945. Zwischen 1919 und 1933 wurde die slowenische Bezeichnung Gosposka ulica verwandt. 
Im Jahr 1933 und erneut 1945 wurde der nördliche Teil der Gosposka ulica (von der Slovenska ulica bis zum Stadtpark) in Tyrševa ulica umbenannt.

## Lage
Die Straße verläuft von der Slovenska ulica im Südwesten des Stadtparks nach Norden bis zur Straße Pri parku am Stadtpark.

## Abzweigende Straßen
Die Tyrševa ulica berührt folgende Straßen (von Süd nach Nord): Gregorčičeva ulica, Krekova ulica, Mladisnka ulica.

## Bauwerke und Einrichtungen
- Juristische Fakultät der Universität Maribor[5]